# Endeavour (Schiff)
Die HMS Endeavour ([inˈdɛvə]) war das Segelschiff des Seefahrers und Entdeckers James Cook, mit dem dieser zwischen 1768 und 1771 seine erste Entdeckungsreise unternahm. Sie war das siebte Schiff dieses Namens in der britischen Marine.

## Geschichte
Die britische Marine kaufte für die von der Royal Society initiierte Expedition im April 1768 den Collier Earl of Pembroke für 2.800 Pfund und taufte es in HM Bark Endeavour (dt.: Aufgabe, Anstrengung) um (nicht zu verwechseln mit einer 14-Kanonen Krieg-Sloop (1763–1780) der Royal Navy gleichen Namens). Kommandant wurde der bereits als Navigator und Kartograph bewährte Kapitänleutnant James Cook. Cook kannte die Fahrzeuge dieses Typs bereits aus seiner Zeit als Steuermann in der Handelsschifffahrt in der Nordsee.

Die Endeavour ist auf der neuseeländischen 50-Cent-Münze abgebildet.

Die Endeavour wird oft als „Bark“ bezeichnet, was sich in ihrem Falle aber nicht auf die Takelage, sondern auf die Bauweise des Rumpfes (füllige Form mit flachem Boden) bezieht. Getakelt war sie als Vollschiff. 
Die Schiffstypenbezeichnung der Endeavour führte seit jeher zu Verwirrungen. Gelegentlich wird das Schiff als „Whitby Cat“ bezeichnet, oder in zeitgenössischen Marineakten als „Katt-gebautes Fahrzeug“ oder gar „Katt-gebaute Bark“. K. H. Marquardt erläutert in seiner Monographie über die Endeavour diese Problematik. Kat und Bark sind zwei verschiedene Schiffstypen, und seiner Ansicht nach war die Endeavour nach Art einer Bark gebaut. Die Bezeichnung „Katt“ rührt vermutlich daher, dass das Schiff ursprünglich eine leichte Takelage besaß, die offenbar als Katt-Takelung bezeichnet wurde. Die Endeavour war also vor ihrer Umtakelung wahrscheinlich eine kattgetakelte Bark. Diese Takelung der Earl of Pembroke bestand wahrscheinlich aus leichten Pfahlmasten mit Rahsegeln. Ein Indiz für die Einfachheit der alten, für die Expedition ungeeigneten Takelage ist der geringe Preis, für den die Rundhölzer durch die Marine verkauft wurden. Nach dem Ankauf durch die Marine wurde die Endeavour zum Vollschiff umgetakelt. Sie besaß dann am Bugspriet zwei Rahen für Blinden, drei Vorsegel, an Fockmast und Großmast je drei Rahsegel (Untersegel, Marssegel, Bramsegel), am Kreuzmast das Besansegel und zwischen Kreuz- und Kreuzmarsrah ein einzelnes Rahsegel, das Kreuzmarssegel. Ein Kreuz- oder Bagiensegel (Untersegel am Kreuzmast) wurde nicht gefahren. Zwischen den Masten konnten Stagsegel (drei zwischen Fock- und Großmast, zwei zwischen Groß- und Kreuzmast), an den Rahen von Fock- und Großmast noch einige Leesegel gesetzt werden. Die Endeavour konnte mit den beiden Blinden insgesamt neun Rahsegel führen. Die Endeavour war 368 BRT groß, wegen ihres ursprünglichen Verwendungszwecks als Kohlenschiff sehr füllig gebaut und dadurch langsam, aber mit einem für Expeditionen in unbekannte Gewässer praktischen flachen Rumpf, der es erlaubte, das Schiff zur Not für Reparaturen auf den Strand zu setzen. Der große Laderaum fasste Proviant und Ausrüstung für 18 Monate. 

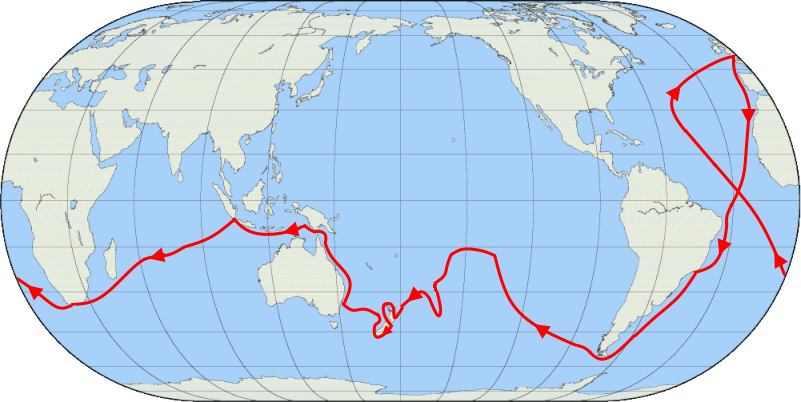
Route der Endeavour bei Cooks erster Weltumrundung

Am 26. August 1768 lief die Endeavour von Plymouth aus. An Bord befanden sich 94 Personen, darunter viele namhafte Persönlichkeiten wie Daniel Solander, Joseph Banks, Herman Diedrich Spöring und Sydney Parkinson. Zudem waren an Bord viele astronomische Instrumente, mit denen der Venusdurchgang beobachtet werden sollte. Zu diesem Zweck sollte auf Tahiti eine Sternwarte errichtet werden, um den Venusdurchgang zu vermessen. Am 28. April 1770 betrat die Besatzung der HMS Endeavour als erste Europäer die Ostküste Australiens. Am 11. Juni lief die HMS Endeavour am Cape Tribulation (Great Barrier Reef) auf und wäre beinahe verlorengegangen, konnte aber durch Reparaturarbeiten der Schiffzimmerleute gerettet werden. 

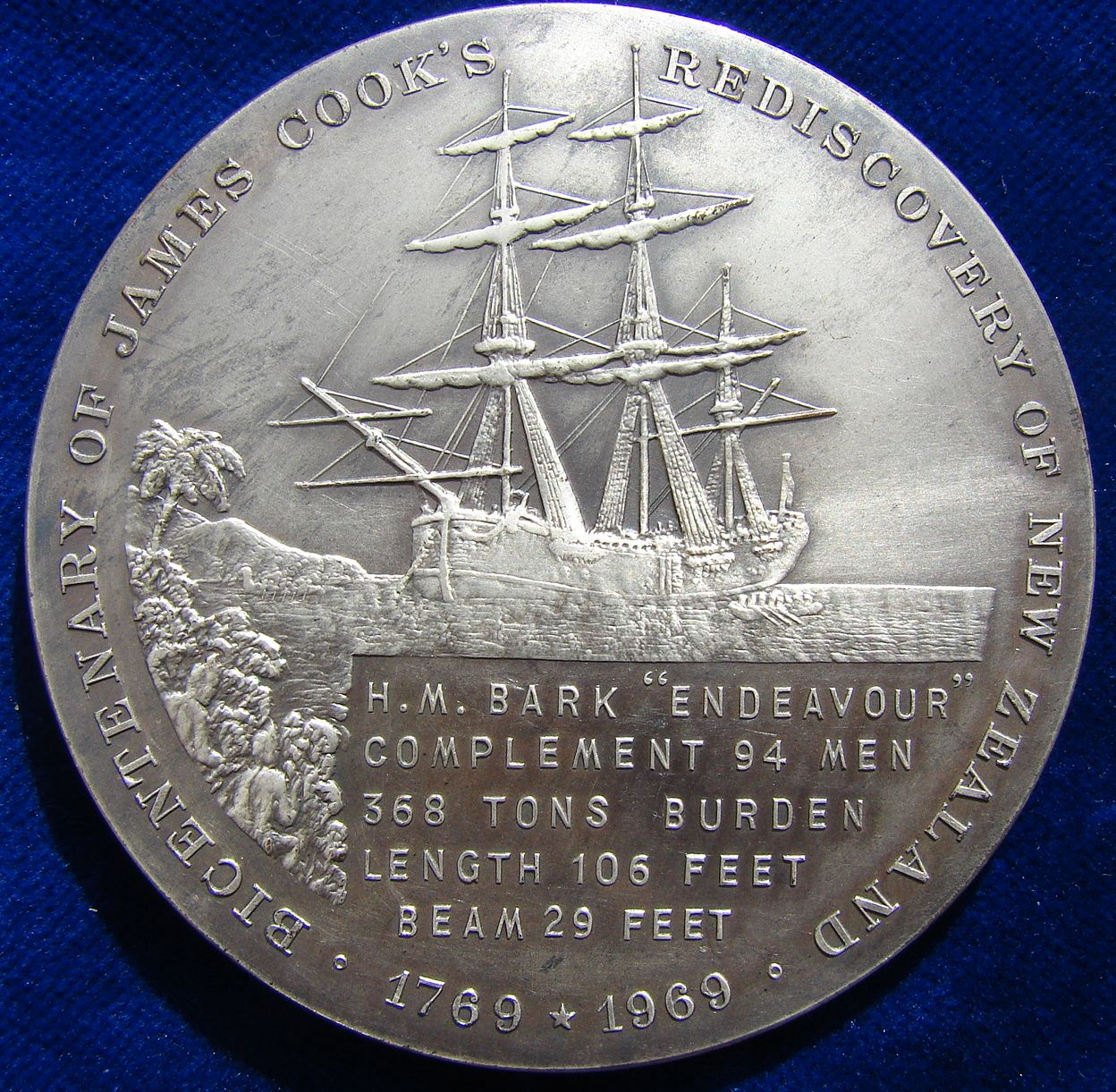
1969 H.M. Bark Endeavour auf der Rückseite der Silbermedaille von James Berry zur 200-Jahr-Feier der Wiederentdeckung Neuseelands im Jahr 1769

 1771 kehrte James Cook mit der Endeavour von seiner  ersten Entdeckungsreise zurück. Cook wurde von König Georg III. in den Rang eines Commander erhoben.
Das Schiff wurde 1775 verkauft und 1778, in Lord Sandwich II umbenannt, als Blockade gegen französische Schiffe in der Narragansett Bay vor dem Hafen von Newport, Rhode Island, versenkt. Das Rhode Island Marine Archaeology Project (RIMAP) erklärte im Frühjahr 2016, dass das Wrack an einer Stelle zusammen mit fünf anderen Schiffen gefunden wurde. Es wurden Ausgrabungen an dem Wrack geplant. RIMAP und das Australische Nationale Seefahrtsmuseum, die nach der Endeavour suchten, erklärten am 19. September 2018, dass sie durch Probennahme und Analyse von Holz aus den Schiffsresten Indizien zur Identifikation der Endeavour finden wollen. Ihr Rumpf ist vermutlich aus Eiche aus Großbritannien gebaut, während die meisten anderen Schiffe in Amerika gebaut und daher aus anderen Holzarten bestehen sollten. Im August 2022 kamen Sorgen dahingehend auf, dass der Rumpf des als die Endeavour angesehenen Schiffes durch Schiffsbohrwürmer stark befallen ist, was in absehbarer Zeit zu einer völligen Zerstörung des Wracks führen könnte.
Anlässlich des 200. Jubiläums der ersten Ansiedlung von Europäern in Australien wurde 1994 eine Replik der Endeavour in Dienst gestellt, die anschließend alle Häfen der berühmten Reise besuchte.
Nach dem Schiff sind die Endeavour-Straße, ein Teil der Meerenge zwischen Papua-Neuguinea und Australien (Torres-Straße), die Raumfähre Endeavour und ein SpaceX Crewdrache, sowie die Gattung der Strudelwürmer Endeavouria benannt. Eine auf der MV Werften Stralsund aufgelegte Megayacht-Klasse, die Endeavor-Klasse, ist ebenso nach Cooks Schiff benannt.